# Microserica macrophylla
Microserica macrophylla är en skalbaggsart som beskrevs av Moser 1914. Microserica macrophylla ingår i släktet Microserica och familjen Melolonthidae. Inga underarter finns listade i Catalogue of Life.